# Caulerpella
Caulerpella é um género monotípico de algas, pertencente à família Caulerpaceae.